# Endomychidae
Famille
Synonymes
- Agaricophilinae Lawrence, 1991
- Merophysiidae Seidlitz, 1872
- Mycetaeidae Jacquelin du Val, 1858

Les Endomychidae sont une famille d'insectes coléoptères de la super-famille des Cucujoidea. Ils sont associés aux champignons.
Les plus vieux représentants de la famille datent du Crétacé et ont été trouvés dans de l'ambre de Birmanie.

## Sous-familles
Anamorphinae - Danascelinae - Endomychinae - Epipocinae - Eupsilobiinae - Leiestinae - Lycoperdininae - Merophysiinae - Mycetaeinae - Pleganophorinae - Stenotarsinae - Xenomycetinae - †Tetrameropsinae